# Xã Davis, Quận Henry, Missouri
Xã Davis (tiếng Anh: Davis Township) là một xã thuộc quận Henry, tiểu bang Missouri, Hoa Kỳ. Năm 2010, dân số của xã này là 241 người.